# 尹泗
尹泗，雲南昆明縣人。清朝政治人物。

## 生平
道光二十七年（1847年）丁未科進士，即用甘肅知縣，署碾伯縣（今屬乐都县）令，咸豐元年（1851年）因陝甘總督琦善刑訊逼供番人一事牽連，被革職充軍。